# Klaus Dietrich (Fußballspieler)
Klaus Dietrich (* 27. Juni 1974) ist ein ehemaliger österreichischer Fußballspieler auf der Position eines Abwehrspielers.

## Karriere
Dietrich begann seine Fußballerkarriere bei den Jugendmannschaften von FK Austria Wien, Wiener Sportklub und Casino Salzburg. Bei den Salzburgern kam er bei der Meistersaison 1995 zu zwei Einsätzen. Nach dem Aufenthalt in Salzburg ging er in die Steiermark zum Grazer AK, wo er bis 1998 spielte. Nach den Jahren bei den roten Teufeln ging er in die erste schottische Liga zu Hibernian Edinburgh. Nach einem Jahr in Schottland wechselte er ans Wörtherseestadion zum FC Kärnten. Doch den Spieler hielt es nicht lange in Kärnten. Seine nächste Station war der Traditionsverein Dynamo Dresden. Von Dresden wechselte er 2001 für eine Saison zum 1. FC Magdeburg. Ein Jahr später ging er wieder zurück nach Dresden, diesmal zum Dresdner SC. Nach den Jahren in den unteren Ligen in Deutschland wechselte er 2003 zurück nach Österreich. Dietrich spielte ein Jahr in der 2. Division beim LASK in Linz und im Jahr darauf beim Regionalligisten SV Schwechat. Seit der Saison 2005/06 spielt er beim ältesten österreichischen Fußballklub First Vienna FC 1894 in der Regionalliga Ost. Gegen Ende der Saison 2006/2007 wurde ihm mitgeteilt, dass mit ihm für nächste Saison nicht mehr geplant wird, woraufhin Dietrich zum niederösterreichischen Landesligisten ASK Kottingbrunn wechselte. Jedoch sollte dieses Engagement nur für ein halbes Jahr dauern. Im Winter 2008 wechselte er zum SC Eisenstadt in die Regionalliga Ost zurück. Nach nur wenigen Spielen ging der Verein jedoch in Konkurs und Dietrich wechselte zum SV Stockerau in die „Alte Au“, wo auch schon sein Großvater spielte.

## Erfolge
- 1 × Meister österreichische Bundesliga: 1995
- 1 × Meister Erste Liga: 1995